# Cruéjouls
Cruéjouls é uma ex-comuna francesa na região administrativa de Occitânia, no departamento de Aveyron. Estendeu-se por uma área de 18,35 km². Em 2010 a comuna tinha 417 habitantes (densidade: 22,7 hab./km²).
Em 1 de janeiro de 2016 foi fundida com as comunas de Palmas e Coussergues para a criação da nova comuna de Palmas-d'Aveyron.